# Contea di Pender
La contea di Pender in inglese Pender County è una contea dello Stato della Carolina del Nord, negli Stati Uniti. La popolazione al censimento del 2000 era di 41 082 abitanti. Il capoluogo di contea è Burgaw.